# 갸라바시역
갸라바시역(일본어: 伽羅橋駅, きゃらばしえき)은 일본 오사카부 다카이시시에 있는 난카이 전기철도 다카시노하마 선의 역이다. 역 번호는 NK16-1이다.

## 역 구조
단선 승강장 1면 1선의 고가역이다. 승강장은 2층, 선로는 서쪽에 있다. 다카시노하마 방면과 하고로모 방면 양측에 발착한다. 승강장 유효장은 3량 편성분 정도가 있지만 현재는 2량 편성인 터라 중간에서 막혀 있다. 1층 대합실 고가의 기둥은 노골적이다. 무인역으로 창구는 봉쇄되어 있고 화장실은 설치되어 있다.

## 역 주변
역 동쪽은 작지만 역전 광장이 있다. 주위에는 저택이 많아 전전에는 "기야라바시엔"으로 불리는 부분도 있었다.
- 긴소 공장
- 하마데라 공원
- 오사카 국제 유스호스텔
- 오토리하고로모하마 신사
- 다카이시 신사

## 역사
- 1918년 10월 2일: 난카이 철도의 역으로서 다카시노하마 선과 동시에 개통. 개통 후 1년 간 종착역이었음.
- 1919년 10월 25일: 다카시노하마 선이 다카시노하마까지 연장되어 중간역이 됨.
- 1944년 6월 1일: 회사 합병으로 긴키 닛폰 철도의 역이 됨.
- 1947년 6월 1일: 노선 양도로 인하여 난카이 전기철도의 역이 됨.
- 1970년 2월 1일: 고가화.

## 인접역
| 난카이 전기철도 다카시노하마 선 | 난카이 전기철도 다카시노하마 선 | 난카이 전기철도 다카시노하마 선       |
| ------------------------------- | ------------------------------- | ------------------------------------- |
| NK16 하고로모 하고로모 방면     |                                 | 다카시노하마 NK16-2 다카시노하마 방면 |